# Exopalpus forreri
Exopalpus forreri là một loài ruồi trong họ Tachinidae.